# 삼계 주씨
삼계 주씨(森溪周氏)는 전라남도 장성군 삼계면을 본관으로 하는 한국의 성씨이다. 시조 주사옹(周士雍)은 초계 주씨의 시조인 주황의 후손이며, 고려에서 학사(學士)를 지냈다.

## 참고 자료
- “삼계주씨(森溪周氏)”. 뿌리를 찾아서.[깨진 링크(과거 내용 찾기)]